# 如果…
《如果》（英語：If....）是一部英国电影，内容讽刺英国独立学校的生活，由林赛·安德森导演并制作，于1968年上映。电影与1960年代的反传统文化运动有关联，以描述在一家公学发生的残暴反抗而闻名。根据戴维·舍文和约翰·霍雷特的电影剧本《反叛者》改编而成。
该电影获得1969年戛纳电影节的最佳电影大奖；2004年获英国电影杂志《Total Film》评为最伟大英国电影的第16位。
这是马尔科姆·麦克道尔演出的第一部电影，他扮演的角色米克·特拉维斯也是安德森其后拍摄的两部电影《幸运的人》和《大不列颠医院》的主人公。

## 脚注
1. ↑  . festival-cannes.com.   [2009-04-06]. （原始内容存档于2012-02-05）.